# نيفادو ساخاما
نيفادو ساخاما (بالإسبانية: Nevado Sajama)‏ هو بركان خامد وأعلى قمة في بوليفيا. يقع الجبل في منتزه ساخاما الوطني في مقاطعة أورورو، وهو بركان مركب يتكون من بركان طبقي فوق العديد من قباب الحمم البركانية. غير معروف متى كان آخر ثوران للبركان، ولكن قد يكون ذلك أثناء العصر الجليدي أو الهولوسين.
الجبل مغطى بغطاء جليدي وبأشجار بوليليبس بومونتيلا تتواجد على ارتفاع يصل إلى 5,000 متر (16,000 قدم).

## المناخ
في كوسابا على سفح جبل ساخاما، يبلغ متوسط درجات الحرارة السنوي حوالي 7.3 °م (45.1 °ف)، في حين أن مدينة ساجاما تعرف درجات حرارة سنوية تبلغ 4.3 °م (39.7 °ف)؛ هطول الأمطار هناك حوالي 327 مليمتر لكل سنة (12.9 بوصة/سنة). نطاق درجة الحرارة اليومي هناك يقترب من 40 °م (72 °ف).

## معرض الصور

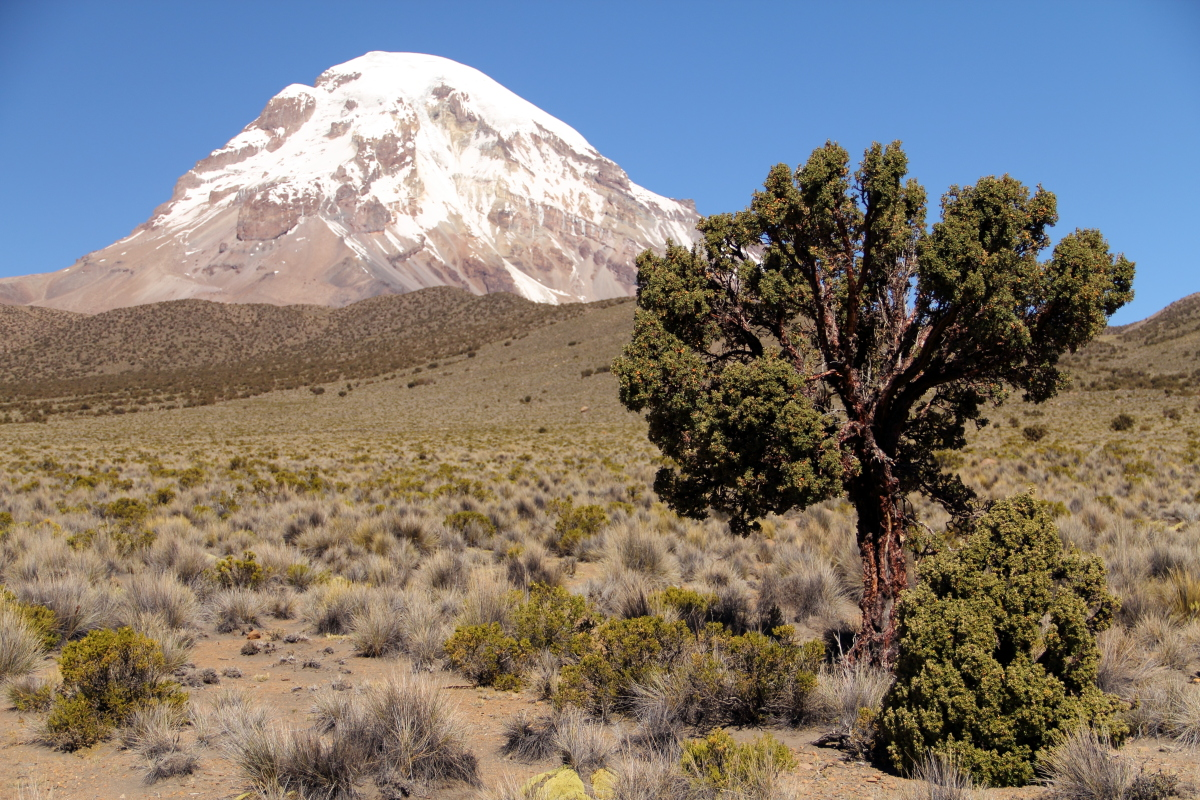
أشجار بوليليبس بومونتيلا
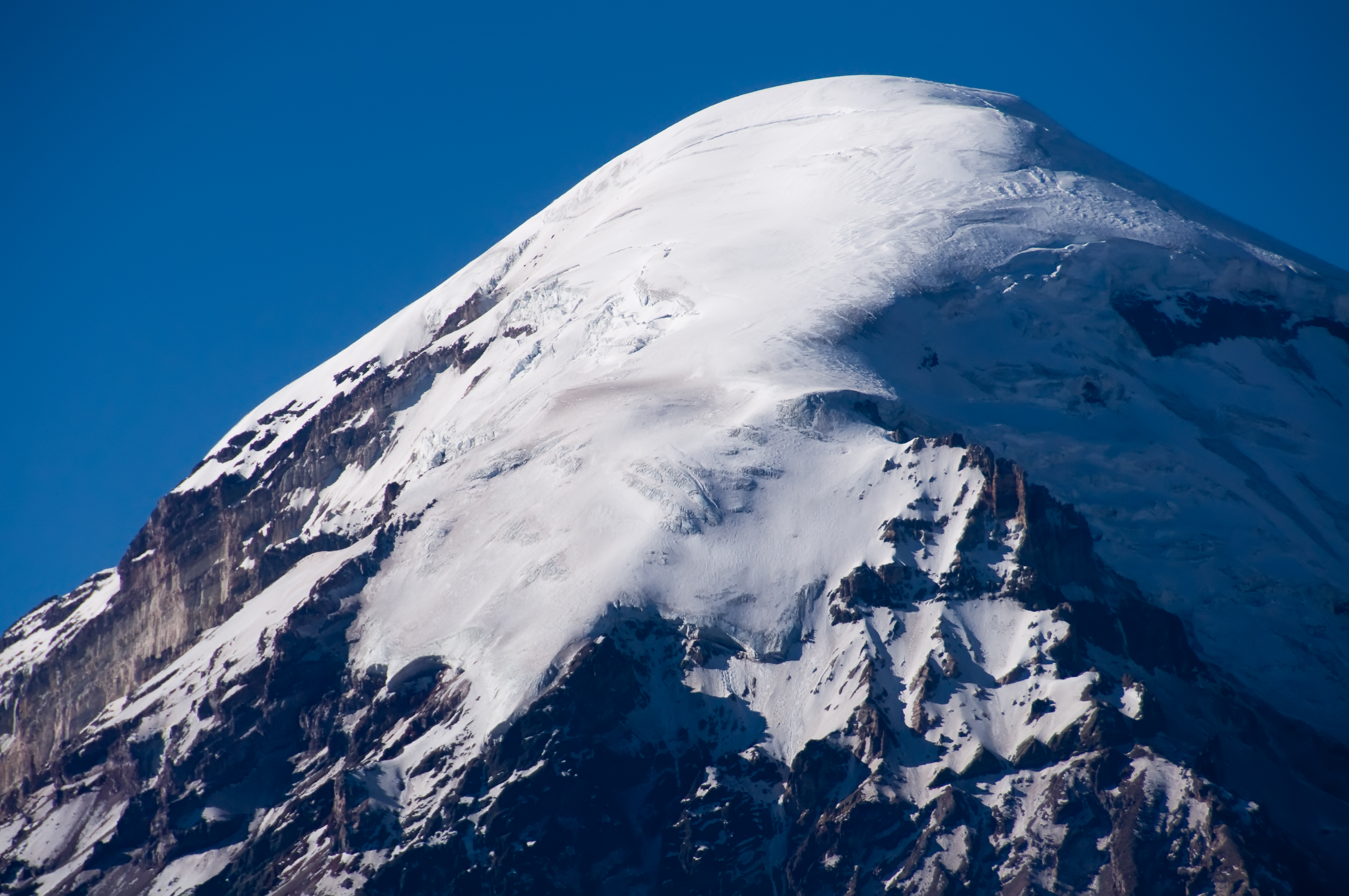
الغطاء الجليدي على قمة نيفادو ساخاما